# Parlamentswahl in Indien 1951–1952
Die Parlamentswahl in Indien 1951–1952 war die erste landesweite Wahl zum gesamtindischen Parlament nach Inkrafttreten der Verfassung der Republik Indien am 26. Januar 1950. Die Wahl zog sich über mehrere Monate, verteilt auf verschiedene Tage hin, begann am 25. Oktober 1951 und endete am 21. Februar 1952. Wahlberechtigt waren mehr als 173 Millionen Personen und die Wahlbeteiligung betrug 44,9 %. Die Durchführung der Wahl stellte für das noch junge Staatswesen eine enorme organisatorische und logistische Herausforderung dar, die aber in bemerkenswert geordneter Form bewältigt werden konnte. Da die Verfassung erst kurz zuvor in Kraft getreten war, musste bei der Organisation der Wahl vielfach juristisches und administratives Neuland betreten werden. Hierdurch wurden Standards geschaffen, die zum großen Teil noch heute bei Wahlen in Indien Gültigkeit haben und auch aus diesem Grund wird die Vorbereitung der Wahl im Folgenden ausführlich geschildert.
Die Wahl wurde sehr deutlich durch die Kongresspartei unter Premierminister Jawaharlal Nehru gewonnen. Mit 45 % der Wählerstimmen wurde sie die mit weitem Abstand stimmenstärkste Partei und gewann – stark begünstigt durch das relative Mehrheitswahlrecht – mehr als drei Viertel aller Wahlkreise. Unter den Oppositionsparteien schnitten die Sozialisten mit gut 10 % Wählerstimmenanteil stimmenmäßig am besten ab, gewannen jedoch nur 2,5 % der Parlamentsmandate. Parallel zur Wahl des gesamtindischen Parlaments fanden auch Wahlen zu den Parlamenten der Bundesstaaten statt.

## Vorgeschichte

### Angestrebter Wahltermin im Jahr 1950

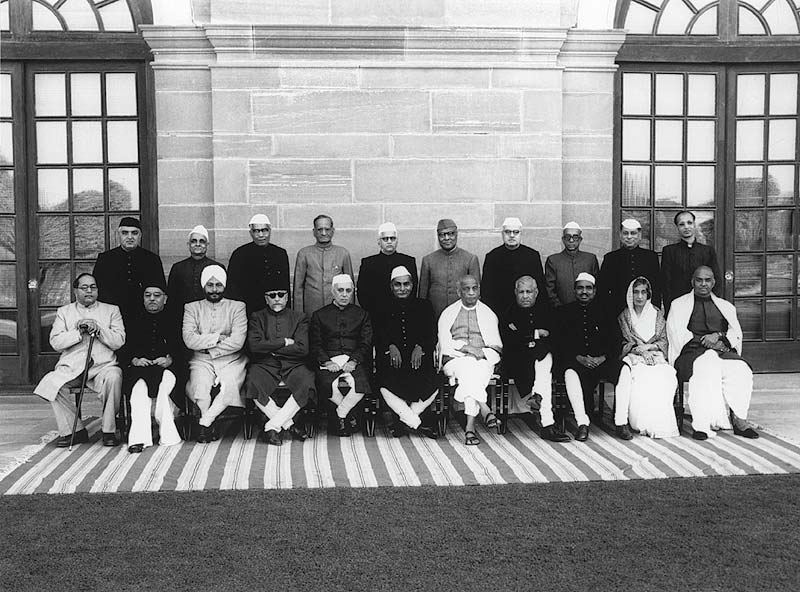
Die indische Übergangsregierung (erstes Kabinett Nehru, Fotografie vom 31. Januar 1950)

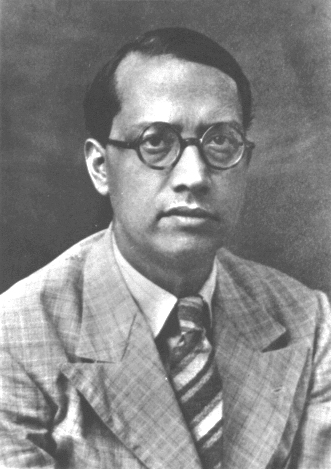
Sukumar Sen (1953), der oberste indische Wahlleiter

Die ersten Vorbereitungen in Hinsicht auf die geplante landesweite Wahl hatten schon kurz nach der Unabhängigkeit im Jahr 1947 begonnen. Im November 1947 informierte das Sekretariat der konstituierenden Nationalversammlung die Regierungen der Provinzen, dass eine landesweite Wahl auf Basis des allgemeinen und gleichen Wahlrechts so bald wie möglich durchgeführt werden solle. Zur Vorbereitung derselben wurden die Provinzregierungen aufgefordert, Wählerlisten zu erstellen. Eine besondere organisatorische Herausforderung bildete hierbei die genaue Registrierung der nach Millionen zählenden Flüchtlinge aus dem Staatsgebiet des nach der Teilung Indiens entstandenen Pakistan. Am 8. Januar 1949 beschloss die konstituierende Nationalversammlung, dass die Wahl „so früh wie möglich im Jahr 1950 abgehalten werden“ solle. Die Bestimmungen zur Staatsbürgerschaft (Artikel 5 bis 9) und zur Bildung einer Wahlkommission (Artikel 324, Election Commission) traten schon am 26. November 1949, zwei Monate vor Inkrafttreten der eigentlichen Verfassung am 26. Januar 1950 in Kraft. Der Oberste Wahlleiter (Chief Election Commissioner) Sukumar Sen trat sein Amt am 21. März 1950 an. Es wurde jedoch deutlich, dass das im Vorjahr vorformulierte Ziel, die Wahl schon Anfang 1950 abzuhalten, nicht einzuhalten war. Dafür waren mehrere Gründe verantwortlich: 1. zum einen war noch kein Wahlgesetz zur Regelung der Wahl durch die konstituierende Versammlung beschlossen worden, 2. die Scheduled Castes und Scheduled Tribes waren durch den Staatspräsidenten Rajendra Prasad noch nicht spezifiziert worden und die für sie reservierten Wahlkreise konnten damit nicht festgelegt werden, 3. die vorläufigen erstellten provisorischen Wählerlisten waren noch nicht offiziell für gültig befunden worden, 4. die gesetzlichen Voraussetzungen für die Wahlkreisabgrenzungen waren nicht alle vorhanden, und 5. einige Bundesstaaten waren mit den Vorbereitungen in Hinblick auf die Wahl noch nicht ausreichend weit vorangeschritten.

### Tatsächlicher Wahltermin im Jahr 1951/1952
Am 20. April 1950 wurde der Representation of the People Act, 1950 in erster Lesung verabschiedet, der bestimmte, dass alle Personen, die zum 1. März 1950 mindestens 21 Jahre alt waren und 180 Tage in dem jeweiligen Wahlkreis lebten, wahlberechtigt waren. Dadurch mussten die Wählerlisten, die sich auf dem Stand vom 1. Januar 1949 befanden, ergänzt werden. Dies zog sich über einen längeren Zeitraum hin. Verzögerungen gab es insbesondere in den Staaten Westbengalen, Punjab, Madhya Bharat und Rajasthan. Der genannte Act trat letztlich erst am 17. Juli 1951 in Kraft, nachdem auch umfangreiche und detaillierte Vorschriften zur Abgrenzung der Wahlkreise inkorporiert worden waren. Der Oberste Wahlleiter reiste in dieser Zeit durch ganz Indien und besuchte jeden einzelnen Bundesstaat, um sich ein Bild vom Fortschritt der Vorbereitungen zu machen. Am 10. August 1950 und 6. September 1950 spezifizierte der Präsident in zwei Erlassen die Scheduled Castes und die Scheduled Tribes.
Letztlich wurden als Wahltermin die Monate Oktober bis Dezember 1951 bestimmt. Auf Verlangen von Uttar Pradesh wurde die Wahl noch auf Januar und Februar 1952 ausgedehnt. Ab August 1951 gab es landesweit verschiedene Veranstaltungen, bei denen Mitarbeiter von lokalen Wahlbehörden geschult und trainiert wurden, damit sie die Wahlen korrekt im Sinne der gesetzlichen Bestimmungen beaufsichtigen konnten.

### Einteilung der Wahlkreise
Bei der Festlegung der Wahlkreisgrenzen durch die Abgrenzungskommission (Delimitation Commission of India) wurde grundsätzlich angestrebt, nur einen Abgeordneten pro Wahlkreis wählen zu lassen. Die Verfassung schrieb vor, dass Parlamentssitze für Angehörige der Scheduled Castes (SC) oder Scheduled Tribes (ST) entsprechend deren Bevölkerungsanteil zu reservieren waren. In 10 Wahlkreisen war der Bevölkerungsanteil der ST so hoch, dass hier der ganze Wahlkreis als Ein-Personenwahlkreis für sie reserviert wurde (dies betraf je einen Wahlkreis in Assam, Madhya Pradesh, Madhya Bharat, Rajasthan, Manipur, zwei in Bihar und drei in Orissa). Da die SC und ST in den übrigen Wahlkreisen nirgendwo die Bevölkerungsmehrheit bildeten, wurden in Regionen mit hohem Bevölkerungsanteil von SC oder ST Zweipersonenwahlkreise eingerichtet, wobei einer der beiden darin gewählten Abgeordneten jeweils den SC oder ST angehören sollte. Es gab auch einen einzelnen Dreipersonen-Wahlkreis im nördlichen Westbengalen, in dem ein gewöhnlicher Abgeordneter und je ein Angehöriger der ST und der SC gewählt wurden. In den Mehrpersonenwahlkreisen hatten die Wähler zwei bzw. drei Stimmen und mussten die Stimmzettel in entsprechend viele Wahlurnen einwerfen.
In der folgenden Tabelle sind zum einen die Wahlkreise, unterteilt nach 1-, 2- und 3-Personenwahlkreisen, sowie die für Angehörige der Scheduled Castes und Scheduled Tribes reservierten Sitze aufgeführt.
| Bundesstaat       | Wahlkreise gesamt | Wahlkreise nach Sitzen | Wahlkreise nach Sitzen | Wahlkreise nach Sitzen | Sitze reserviert für | Sitze reserviert für | Gewählte Abgeordnete |
| Bundesstaat       | Wahlkreise gesamt | 1-Sitz                 | 2-Sitz                 | 3-Sitz                 | SC                   | ST                   | Gewählte Abgeordnete |
| ----------------- | ----------------- | ---------------------- | ---------------------- | ---------------------- | -------------------- | -------------------- | -------------------- |
| A-Staaten         |                   |                        |                        |                        |                      |                      |                      |
| Assam             | 10                | 8                      | 2                      | 0                      | 1                    | 2                    | 12                   |
| Bihar             | 44                | 33                     | 11                     | 0                      | 7                    | 6                    | 55                   |
| Bombay            | 37                | 29                     | 8                      | 0                      | 4                    | 4                    | 45                   |
| Madhya Pradesh    | 23                | 17                     | 6                      | 0                      | 4                    | 3                    | 29                   |
| Madras            | 62                | 49                     | 13                     | 0                      | 12                   | 1                    | 75                   |
| Orissa            | 16                | 12                     | 4                      | 0                      | 3                    | 4                    | 20                   |
| Punjab            | 15                | 12                     | 3                      | 0                      | 3                    | 0                    | 18                   |
| Uttar Pradesh     | 69                | 52                     | 17                     | 0                      | 17                   | 0                    | 86                   |
| Westbengalen      | 26                | 19                     | 6                      | 1                      | 6                    | 2                    | 34                   |
| B-Staaten         |                   |                        |                        |                        |                      |                      |                      |
| Hyderabad         | 21                | 17                     | 4                      | 0                      | 4                    | 0                    | 25                   |
| Madhya Bharat     | 9                 | 7                      | 2                      | 0                      | 2                    | 1                    | 11                   |
| Mysore            | 9                 | 7                      | 2                      | 0                      | 2                    | 0                    | 11                   |
| P.E.P.S.U.        | 4                 | 3                      | 1                      | 0                      | 1                    | 0                    | 5                    |
| Rajasthan         | 18                | 16                     | 2                      | 0                      | 2                    | 1                    | 20                   |
| Saurashtra        | 6                 | 6                      | 0                      | 0                      | 0                    | 0                    | 6                    |
| Travancore-Cochin | 11                | 10                     | 1                      | 0                      | 1                    | 0                    | 12                   |
| C-Staaten         |                   |                        |                        |                        |                      |                      |                      |
| Ajmer             | 2                 | 2                      | 0                      | 0                      | 0                    | 0                    | 2                    |
| Bhopal            | 2                 | 2                      | 0                      | 0                      | 0                    | 0                    | 2                    |
| Bilaspur          | 1                 | 1                      | 0                      | 0                      | 0                    | 0                    | 1                    |
| Coorg             | 1                 | 1                      | 0                      | 0                      | 0                    | 0                    | 1                    |
| Delhi             | 3                 | 2                      | 1                      | 0                      | 1                    | 0                    | 4                    |
| Himachal Pradesh  | 2                 | 1                      | 1                      | 0                      | 1                    | 0                    | 3                    |
| Kachchh           | 2                 | 2                      | 0                      | 0                      | 0                    | 0                    | 2                    |
| Manipur           | 2                 | 2                      | 0                      | 0                      | 0                    | 1                    | 2                    |
| Tripura           | 2                 | 2                      | 0                      | 0                      | 0                    | 0                    | 2                    |
| Vindhya Pradesh   | 4                 | 2                      | 2                      | 0                      | 1                    | 1                    | 6                    |
| Gesamt            | 401               | 314                    | 86                     | 1                      | 72                   | 26                   | 489                  |
| Gesamt            | 401               | 314                    | 86                     | 1                      | 98                   |                      | 489                  |

Verteilung der Wahlkreise (1 Quadrat = 1 Abgeordneter) auf die Bundesstaaten

Die Abgeordneten der 6 Sitze des Bundesstaats Jammu und Kashmir wurden, entsprechend der verfassungsrechtlichen Sonderstellung dieses Staates, nicht gewählt, sondern direkt durch den Staatspräsidenten ernannt. Auch der eine Abgeordnete der Andamanen und Nikobaren, sowie der eine Abgeordnete für die Stammesgebiete in Assam (Part B Tribal Areas of Assam) wurden nicht gewählt, sondern durch den Präsidenten ernannt.

### Parteisymbole
| Wünsche der „nationalen“ Parteien gegenüber der Wahlkommission hinsichtlich ihrer Symbole | Wünsche der „nationalen“ Parteien gegenüber der Wahlkommission hinsichtlich ihrer Symbole |
| ----------------------------------------------------------------------------------------- | ----------------------------------------------------------------------------------------- |
| 1. Indischer Nationalkongress                                                             |                                                                                           |
| – erste Präferenz: – zweite Präferenz:                                                    | Pflug mit vorgespannten Bullen Parteiflagge des Kongresses mit Chakra                     |
| 2. All India Forward Bloc (Ruikar Group)                                                  |                                                                                           |
| – erste Präferenz: – zweite Präferenz: – dritte Präferenz:                                | Hand Laterne Hütte                                                                        |
| 3. All India Forward Bloc (Marxist Group)                                                 |                                                                                           |
| – erste Präferenz: – zweite Präferenz: – dritte Präferenz:                                | springender Tiger sitzender Löwe ein auf einer Karte Indiens stehender Löwe               |
| 4. Akhil Bharatiya Hindu Mahasabha                                                        |                                                                                           |
| – erste Präferenz: – zweite Präferenz: – dritte Präferenz:                                | Swastika mit Schwert Ross und Reiter Baum                                                 |
| 5. Kisan Mazdoor Praja Party                                                              |                                                                                           |
| – erste Präferenz: – zweite Präferenz: – dritte Präferenz:                                | Hütte Waage Baum                                                                          |
| 6. Akhil Bharatiya Ram Rajya Parishad                                                     |                                                                                           |
| – erste Präferenz: – zweite Präferenz: – dritte Präferenz:                                | Milchkuh mit Kalb und Melkerin aufgehende Sonne Swastika                                  |
| 7. Sozialistische Partei                                                                  |                                                                                           |
| – erste Präferenz: – zweite Präferenz: – dritte Präferenz: – vierte Präferenz:            | Pflug Baum Hand Regenschirm                                                               |
| 8. All India Scheduled Castes Federation                                                  |                                                                                           |
| – einzige Präferenz                                                                       | Elefant                                                                                   |
| 9. Communist Party of India                                                               |                                                                                           |
| – erste Präferenz: – zweite Präferenz:                                                    | Hammer und Sichel Kornähren, flankiert von Hammer und Sichel                              |

Bei der Wahl stellte sich das Problem, dass die Alphabetisierungsrate in Indien nach den neuesten Zensusdaten nur bei etwa 16,6 % lag. Über 80 % der Wähler waren Analphabeten, also nicht in der Lage, die Namen der Kandidaten und Parteien zu lesen. Um diesem Problem zu begegnen, wurde die Möglichkeit diskutiert, farbige oder mit einem Symbol gekennzeichnete Wahlurnen in den Wahlkabinen aufzustellen. Einem Kandidaten sollte dabei jeweils eine Farbe oder ein Symbol zugeordnet sein. Die Möglichkeit verschiedener Farben wurde verworfen, da sie angesichts der zweistelligen Zahl von Kandidaten in manchen Wahlkreisen nicht mehr praktikabel erschien. Die Wahlkommission entschied sich daher für die Variante mit den Symbolen. Als Symbole sollten unmittelbar verständliche Dinge aus der Alltagswelt gewählt werden. Einige Parteien erhoben den Anspruch, nicht nur eine regionale, sondern eine nationale Partei zu sein und forderten für sich die Reservierung eines Symbols, das in ganz Indien Gültigkeit haben sollte. Der Wahlkommission oblag die schwierige Aufgabe, anhand der vorgetragenen Argumente ad hoc zu entscheiden, welche Parteien sie als „nationale“ Parteien anerkennen sollte und welche nur als „bundesstaatliche“. 29 Parteien bewarben sich um eine Anerkennung als nationale Partei. Am 30. Juli 1951 hielt die Wahlkommission eine Konferenz mit den größeren Parteien in Neu-Delhi ab. Aus einer begrenzten Zahl von Vorschlägen formulierten die Parteien Wünsche bzw. Präferenzen für ihre Wahlsymbole. Die Wahlkommission erkannte 14 Parteien als „nationale Parteien“ an. Neben den nationalen Parteien nahmen noch 39 weitere registrierte Parteien an der Wahl teil.

Wahlsymbole der ‚nationalen‘ Parteien
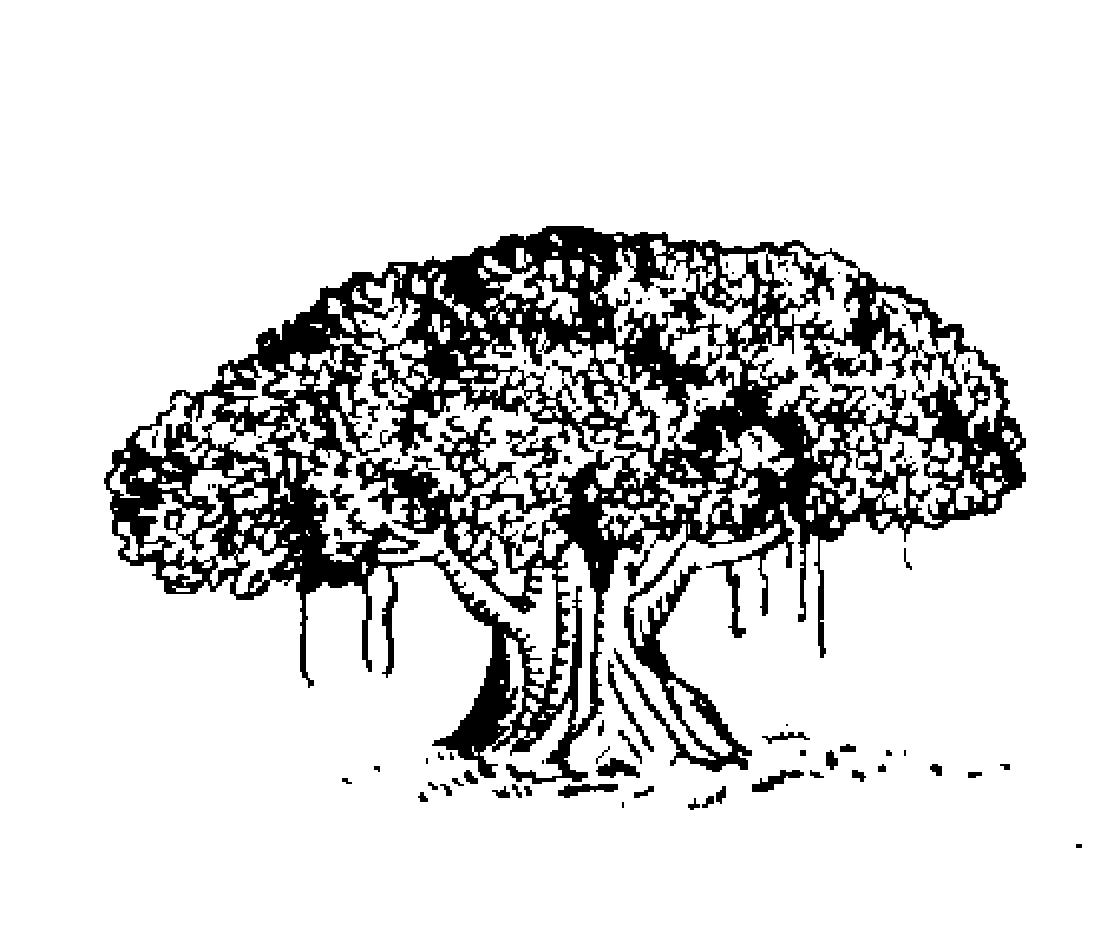
Baum – Sozialistische Partei
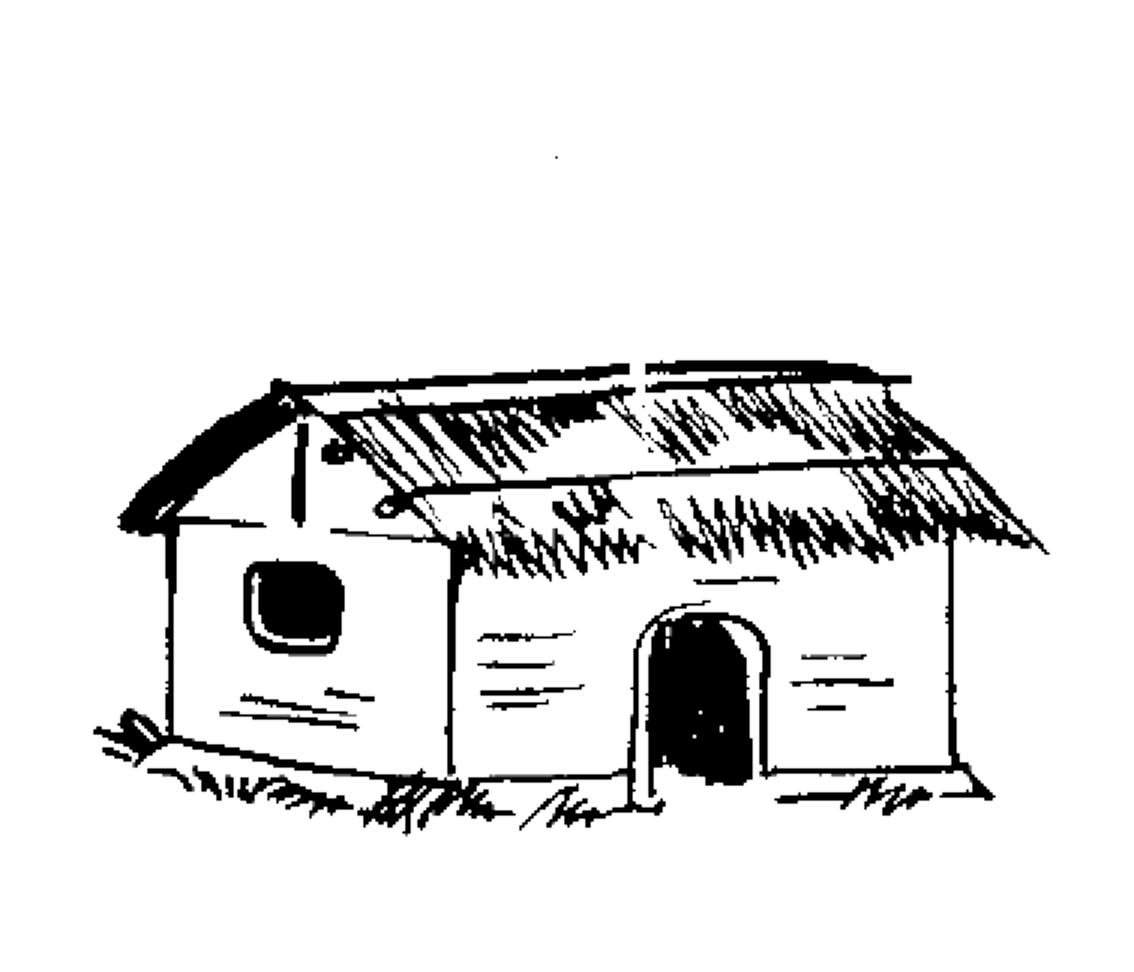
Hütte – Kisan Mazdoor Praja Party
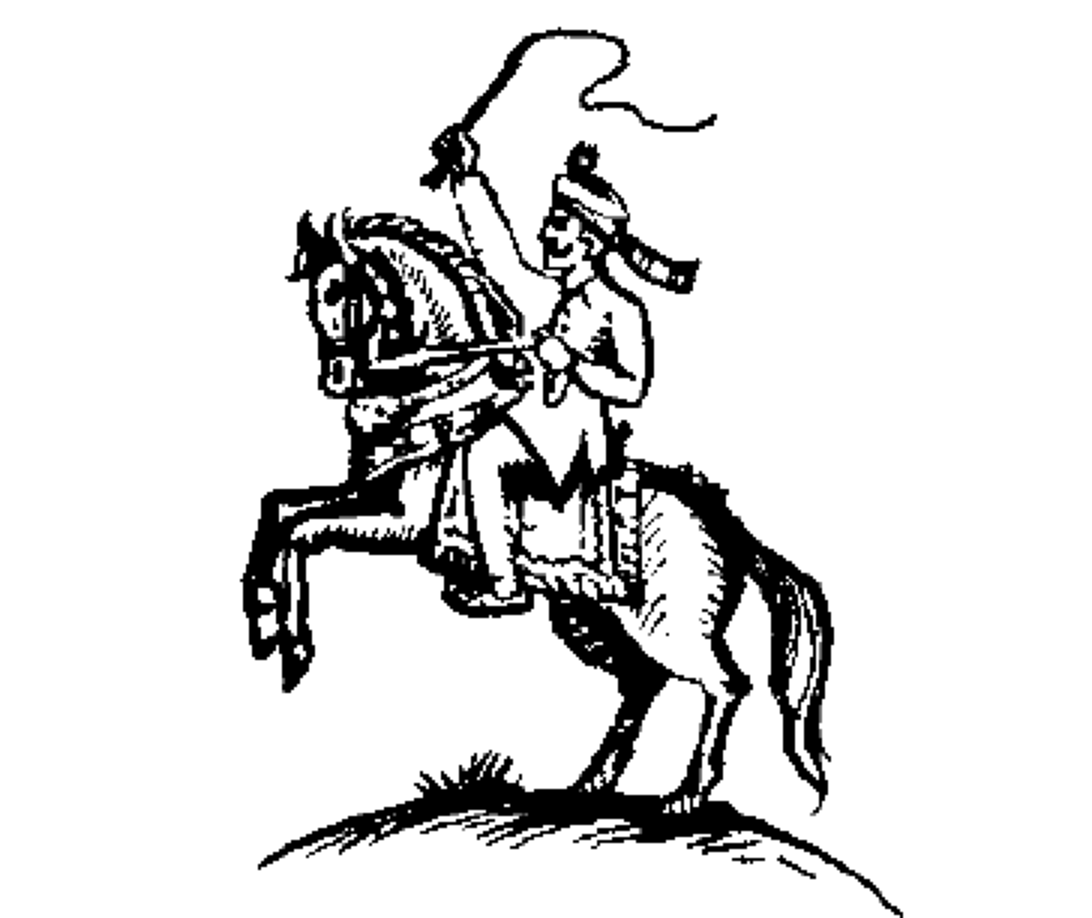
Ross und Reiter – Akhil Bharatiya Hindu Mahasabha
Aufgehende Sonne – Akhil Bharatiya Ram Rajya Parishad
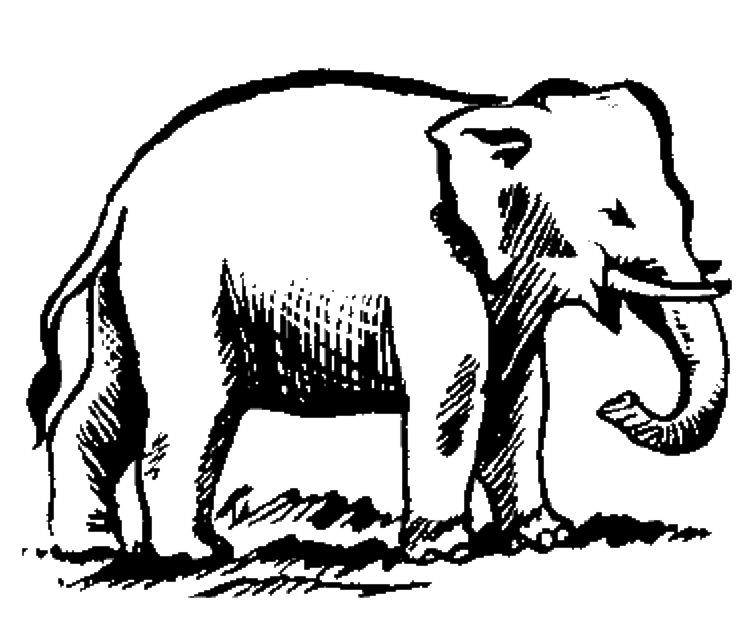
Elefant – All India Scheduled Castes Federation
Ähren und Sichel – Communist Party of India
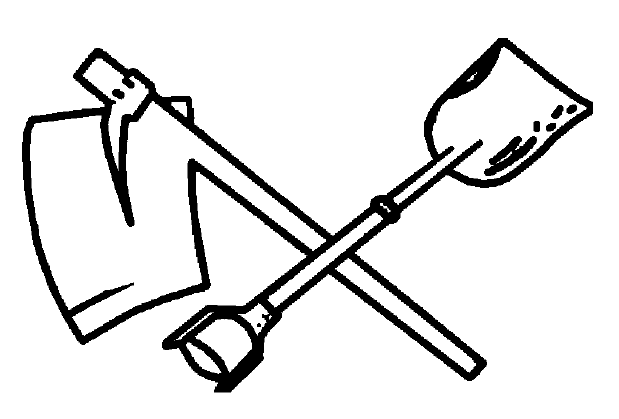
Hacke und Spaten – Revolutionary Socialist Party
Fackel – Revolutionary Communist Party of India
Löwe – All India Forward Bloc (Marxist)
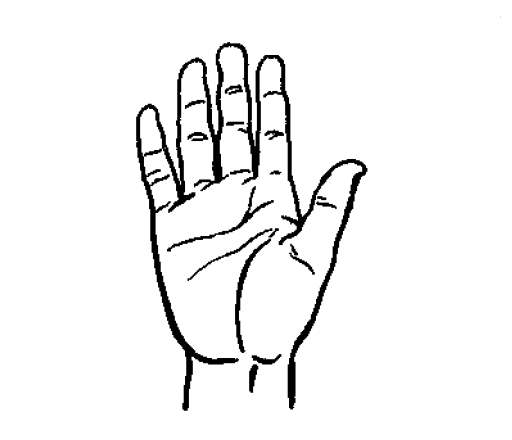
Hand – All India Forward Bloc (Ruikar)
Fünfzackiger Stern – Bolshevik Party of India
Öllampe – Bharatiya Jana Sangh
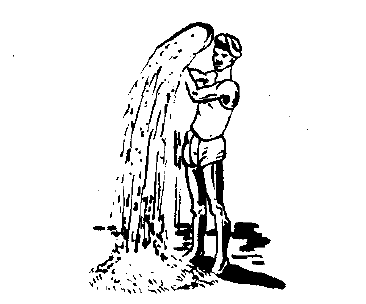
Bauer, der eine Getreideschale ausschüttet – Krishikar Lok Party

### Wahlkampf

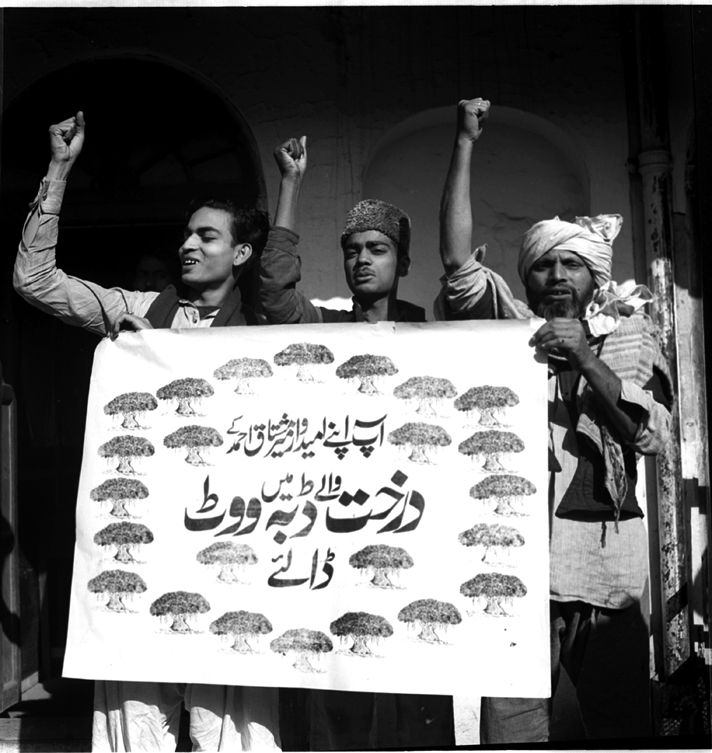
Anhänger der Sozialistischen Partei mit einem Urdu-Wahlplakat und dem Baum als Wahlsymbol der SPI

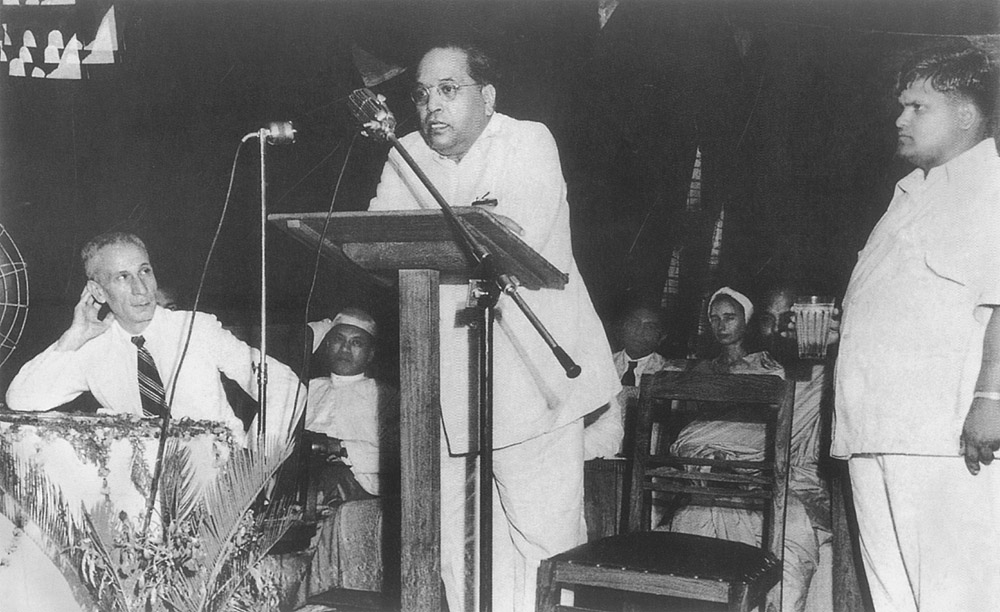
B. R. Ambedkar bei einer Rede in Delhi am 20. Mai 1951

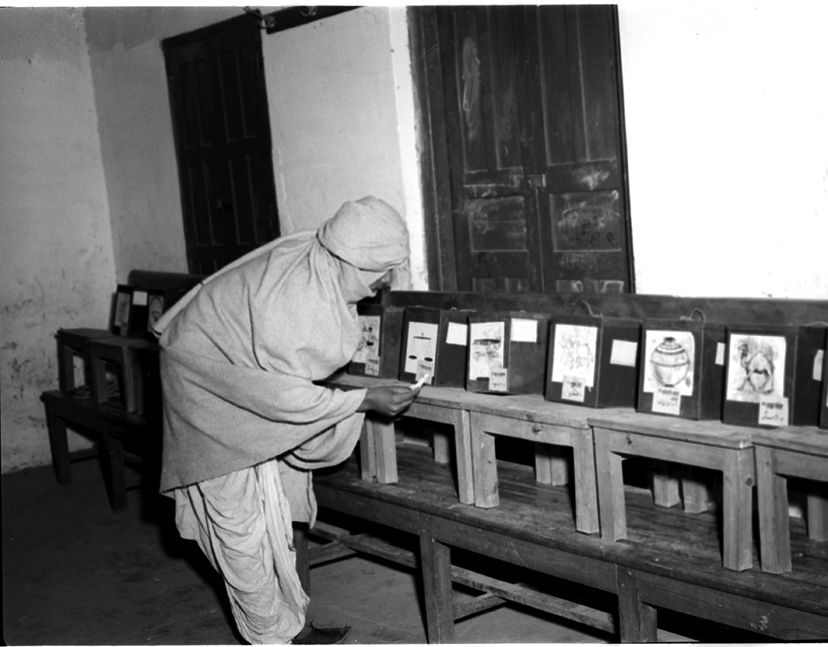
Ein Wähler vor den mit den Symbolen der Kandidaten gekennzeichneten Wahlurnen

Bei der Wahl traten 14 „nationale Parteien“ mit 1217 Kandidaten, 39 weitere registrierte Parteien mit 124 Kandidaten und insgesamt 533 Einzelkandidaten an. Die Parteien gehörten den unterschiedlichsten weltanschaulichen bzw. ideologischen Ausrichtungen an. Die mit weitem Abstand größte Partei war die Kongresspartei. Ihr Ansehen bei einem großen Teil der Wählerschaft gründete sich auf ihre Rolle, die sie während der Unabhängigkeitsbewegung zur Zeit der britischen Kolonialherrschaft gespielt hatte und auf die beispielgebende Rolle Mohandas Karamchand Gandhis während dieser Zeit. Unbestrittene Führungsfigur des Kongresses war Jawaharlal Nehru, der seit der Unabhängigkeit als Regierungschef amtiert hatte. Nehru repräsentierte den linken, „sozialistischen“ Flügel des Kongresses. Sein innerparteiliches Gegengewicht, der ehemalige Innenminister Vallabhbhai Patel, der konservativere Ansichten vertrat, war 1950 verstorben, so dass Nehru danach den Kurs der Partei wesentlich bestimmte. Nehru misstraute grundsätzlich dem westlich-kapitalistischen Wirtschaftssystem bzw. hielt dieses für Indien in seinem derzeitige Entwicklungsstand für ungeeignet. Das Wahlprogramm der Kongresspartei war dementsprechend ausgesprochen „sozialistisch“ ausgerichtet. Wichtige Industrien sollten unter staatlicher Kontrolle stehen und die Wirtschaft sollte planwirtschaftlich gelenkt und entwickelt werden. Während des Wahlkampfes attackierte Nehru vor allem seine politische Gegner im konservativen, rechten Spektrum, denen er Kommunalismus, Feudalismus, Kastenherrschaft und Rückständigkeit vorwarf. Dagegen bedauerte er öffentlich, dass er gegen die Sozialisten Wahlkampf führen müsse, da sich unter diesen einige seiner besten Freude befänden, die er bewundere und respektiere.
Im linken politischen Spektrum standen der Kongresspartei mehrere Parteien gegenüber, die sich in Zeit unmittelbar nach der Unabhängigkeit von ihr abgespalten hatten. Dies war zum einen die Sozialistische Partei (1948 abgespalten) unter Führung von Jayaprakash Narayan, die Peasants and Workers Party (eine kleinere Partei in Bombay und angrenzenden Bundesstaaten) und die Kisan Mazdoor Praja Party („Partei der Arbeiter- und Bauernbevölkerung“), die 1951 aus einer Kongressparteifraktion um Jivatram Kripalani gegründet worden war.
Weiter links davon befanden sich die Revolutionary Socialist Party, die in Westbengalen und Travancore-Cochin ihren Schwerpunkt hatte, und die zu dieser Zeit noch orthodox stalinistisch ausgerichtete Kommunistische Partei, die ihre Schwerpunkte in Südindien und Westbengalen besaß. Eine Besonderheit bildete der Bundesstaat Hyderabad. Hier hatten die Kommunisten ihren Aufstand, den sie gegen die Herrschaft des letzten Nizams begonnen hatten, auch nach der Besetzung des Staates durch Indien fortgesetzt, so dass die Kommunistische Partei 1948 verboten worden war. Linksgerichtete Gruppierungen gründeten daher vor der Wahl die People’s Democratic Front, die letztlich aber eine Stellvertreterorganisation der Kommunistischen Partei war.
Auf der rechten oder konservativen Seite kandidierten die drei hindunationalistischen Parteien Hindu Mahasabha, Ram Rajya Parishad und Bharatiya Jana Sangh. Die führende Persönlichkeit war hier Syama Prasad Mukherjee. Es kam jedoch kaum zu koordinierten Aktionen der drei Parteien, so dass jede ihren eigenen Wahlkampf führte.
Unabhängig vom links-rechts-Spektrum gab es die Scheduled Castes Federation, die sich landesweit um die Stimmen der unterprivilegierten Kasten bemühte. Außerdem gab es noch diverse Regionalparteien, die die Interessen einzelner Kasten oder Bevölkerungsgruppen vertraten.
Die Kisan Mazdoor Praja Party (KMPP) und die Kommunistische Partei gingen Wahlbündnisse ein, und die Scheduled Castes Federation schloss ein Wahlbündnis mit den Sozialisten.

### Wahlprozedur und Kosten der Wahl

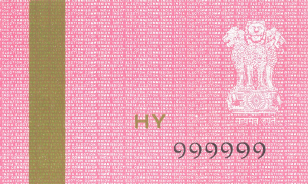
Ein Stimmzettel, wie er bei der Wahl verwendet wurde. Die Stimmzettel für die Wahlen zu den Parlamenten der Bundesstaaten sahen identisch aus, hatten jedoch statt eines olivgrünen einen dunkelbraunen Querstreifen. „HY“ steht für Hyderabad.

Bei der Wahl erhielten die Wähler jeweils einen mit einer individuellen Seriennummer versehenen unbedruckten Stimmzettel (oder in Zwei- bzw. Dreipersonenwahlkreisen entsprechend mehr) ausgehändigt. Diesen Stimmzettel konnten sie dann in eine der Wahlurnen, die jeweils innen und außen mit den Namen (in verschiedenen Sprachen) und den Symbolen der Kandidaten bedruckt waren, einwerfen. Es gab also in jedem Stimmlokal genau so viel Wahlurnen, wie es Kandidaten gab. Die Wahlurnen waren zuvor mit Papierbanderolen, auf denen die jeweiligen Kandidaten zu unterschreiben hatten, gegen unbefugtes Öffnen versiegelt worden. Vor der Wahl wurde der Zeigefinger des Wählenden mit nicht abwaschbarer Tinte, die dafür eigens zentral bereitgestellt wurde, gekennzeichnet. Das Wahlverfahren mit jeweils einer Urne pro Kandidat wurde noch bei der folgenden Wahl 1957 beibehalten Danach gab es dann Stimmzettel, die mit den Namen der Kandidaten bedruckt waren und nur noch eine Wahlurne. Während der Wahl waren 338.854 Polizeiangestellte mit der Überwachung der Wahlprozedur betraut.
Die Gesamtkosten der Wahlen 1951–1952, mit den Vorbereitungen seit 1948 (wobei hier die gesamtindische Wahl und die Wahlen zu den Parlamenten der Bundesstaaten zusammengezählt wurden) wurden auf 10,5 crore Rupien geschätzt, entsprechend etwa 9,6 Anna pro Wähler. Für die Wahl mussten knapp 2,5 Millionen Wahlurnen aus Stahl bereitgestellt werden (etwa 111.000 weitere aus Holz kamen hinzu), zu deren Herstellung das indische Ministerium für Industrie und Versorgung 8000 Tonnen Stahl freigab.

### Wahlberechtigte und Wahlbeteiligung
Eine Wahl fand in 396 der 401 Wahlkreise statt. Für 10 Sitze gab es nur einen einzigen Kandidaten, der automatisch als gewählt galt. In den Mehrpersonenwahlkreisen hatten die Wähler mehr als eine Stimme. Von den 173.213.635 Wahlberechtigten wurden 105.594.495 Stimmen abgegeben. Unter Berücksichtigung der Doppel- und Dreifachstimmen in den Mehrpersonenwahlkreisen entsprach dies einer Wahlbeteiligung von 45,7 %. Angehörigen der indischen Streitkräfte, sowie Personen, die im Dienst der Regierung im Ausland tätig waren, war es gestattet, ihr Wahlrecht per Briefwahl auszuüben. Insgesamt wurden 296.828 Briefwahlunterlagen versandt, von denen ein erheblicher Teil allerdings wegen unkorrekter bzw. nicht aktueller Adressen (vor allem bei Armeeangehörigen) nicht zugestellt werden konnte. Etwa 107.000 Personen übten ihr Wahlrecht per Briefwahl aus.

Wahlbeteiligung nach Bundesstaaten und Unionsterritorien

| Staat oder Unionsterritorium | Wahl- berechtigte | verfügbare Stimmen | abgegebene Stimmen | Beteiligung (%) |
| ---------------------------- | ----------------- | ------------------ | ------------------ | --------------- |
| A-Staaten                    |                   |                    |                    |                 |
| Assam                        | 4.141.720         | 5.551.366          | 2.647.127          | 47,96           |
| Bihar                        | 18.080.181        | 24.671.649         | 9.992.451          | 40,35           |
| Bombay                       | 16.789.609        | 22.010.958         | 11.528.290         | 52,38           |
| Madhya Pradesh               | 11.075.140        | 15.642.757         | 7.192.591          | 45,98           |
| Madras                       | 26.980.961        | 35.391.308         | 19.934.161         | 56,33           |
| Orissa                       | 7.708.161         | 10.340.076         | 3.659.493          | 35,39           |
| Punjab                       | 6.718.345         | 9.023.376          | 4.992.338          | 55,33           |
| Uttar Pradesh                | 31.770.309        | 44.453.234         | 17.074.975         | 38,41           |
| Westbengalen                 | 12.500.475        | 18.798.160         | 7.613.933          | 40,49           |
| B-Staaten                    |                   |                    |                    |                 |
| Hyderabad                    | 9.032.229         | 10.863.219         | 4.854.862          | 44,70           |
| Madhya Bharat                | 11.075.140        | 5.568.553          | 7.192.591          | 45,98           |
| Mysore                       | 3.969.735         | 5.439.098          | 2.824.427          | 51,93           |
| P.E.P.S.U.                   | 1.763.531         | 2.476.806          | 1.475.112          | 59,56           |
| Rajasthan                    | 7.676.419         | 9.183.626          | 3.526.957          | 34,40           |
| Saurashtra                   | 1.838.880         | 1.543.511          | 762.705            | 49,41           |
| Travancore-Cochin            | 4.210.244         | 4.915.842          | 3.490.476          | 71,00           |
| C-Staaten                    |                   |                    |                    |                 |
| Ajmer                        | 329.484           | 329.484            | 178.999            | 54,33           |
| Bhopal                       | 419.970           | 419.970            | 169.457            | 40,35           |
| Bilaspur                     | 68.130            | –                  | –                  | –               |
| Coorg                        | 94.593            | 94.593             | 63.813             | 67,46           |
| Delhi                        | 744.668           | 1.132.521          | 655.900            | 57,92           |
| Himachal Pradesh             | 531.018           | 881.455            | 223.189            | 25,32           |
| Kachchh                      | 288.400           | 288.400            | 119.580            | 41,46           |
| Manipur                      | 298.552           | 298.552            | 152.467            | 51,07           |
| Tripura                      | 329.806           | 329.806            | 157.371            | 47,72           |
| Vindhya Pradesh              | 1.760.926         | 2.348.381          | 705.838            | 30,06           |
| Gesamt                       | 173.212.343       | 231.996.701        | 105.950.083        | 44,87           |

1. ↑  Die im sechsten Anhang (Sixth Schedule) Anhang B der indischen Verfassung genannten Stammesgebiete nahmen nicht an der Wahl statt. Zu diesen Gebieten zählten: North East Frontier Tract mit Balipara Frontier Tract, Tirap Frontier Tract, Abor Hills District und Misimi Hills District, sowie die Naga Tribal Area (siehe Constituent Assembly of India Notification: The Constitution of India. In: The Gazette of India Extraordinary. Neu-Delhi 26. November 1949, S. 234 (englisch, nic.in [PDF]).
). Stattdessen wurde ein Abgeordneter als Vertreter durch den Staatspräsidenten ernannt.
2. 1 2 3  In dem einen Wahlkreis von Bilaspur gab es nur einen Kandidaten, den ehemaligen regierenden Raja des Fürstenstaats Bilaspur, Anand Chand, der als Unabhängiger antrat und für automatisch gewählt erklärt wurde.

### Zeitlicher Ablauf der Wahl
Die Wahlen begannen ab dem in den beiden Wahlkreisen Chini und Pangi in Himachal Pradesh, wo schon am 25. Oktober bis 2. November 1951 gewählt wurde, weil man die Wahl vor dem ersten Schneefall abschließen wollte. Das restliche Himachal Pradesh wählte von 25. Oktober bis zum 30. November 1951. Ab dem 10. Dezember 1951 bis zur ersten Januarwoche 1952 wurde in Travancore-Cochin gewählt (beginnend in den Wahlkreisen von Thiruvella und Trichur). Auch in Orissa, Madhya Pradesh, Hyderabad und Punjab begannen die Wahlen im Dezember 1951. Alle restlichen Staaten wählten im Januar 1952. Die Wahl in den nördlichen gebirgigen Abschnitten von Uttar Pradesh (heutiger Bundesstaat Uttarakhand) fand erst in der zweiten Februarhälfte statt, als der gefallene Schnee wieder weitgehend geschmolzen war und endete dort am 21. Februar 1952. Die Bekanntgabe der Ergebnisse erfolgte in den einzelnen Bundesstaaten separat zwischen dem 9. Februar 1952 (Madhya Pradesh, Saurashtra) und dem 17. Mai 1952 (Coorg).

Zeitlicher Ablauf der Wahlen nach Bundesstaaten und Unionsterritorien

| Staat oder Unionsterritorium | Wahltermine                                                                        |
| ---------------------------- | ---------------------------------------------------------------------------------- |
| A-Staaten                    |                                                                                    |
| Assam                        | 5., 9., 25. Januar 1952                                                            |
| Bihar                        | 4., 5., 7.–12., 14.–19., 21.–24. Januar 1952                                       |
| Bombay                       | 3., 7., 11. Januar 1952                                                            |
| Madhya Pradesh               | 22., 24., 26.–29., 31. Dezember 1951; 2.–5., 7.–12., 15.–19., 22., 24. Januar 1952 |
| Madras                       | 2., 5., 8., 9., 11., 12., 21., 25. Januar 1952                                     |
| Orissa                       | 20.–31. Dezember 1951; 1.–24. Januar 1952                                          |
| Punjab                       | 26.–29., 31. Dezember 1951; 1., 2., 4.–21. Januar 1952                             |
| Uttar Pradesh                | 22., 25., 28., 31. Januar 1952; 18., 19., 21. Februar 1952                         |
| Westbengalen                 | 3.–22., 25. Januar 1952                                                            |
| B-Staaten                    |                                                                                    |
| Hyderabad                    | 21., 24., 27., 31. Dezember 1951; 3., 7., 10., 15., 18. Januar 1952                |
| Madhya Bharat                | 3., 4., 6., 9., 12., 15., 18. Januar 1952                                          |
| Mysore                       | 2., 4., 6., 8.–13., 15.–24. Januar 1952                                            |
| P.E.P.S.U.                   | 7.–12., 15.–24. Januar 1952                                                        |
| Rajasthan                    | 4., 6.–8., 10., 12., 14., 16., 18., 20., 22., 24. Januar 1952                      |
| Saurashtra                   | 15., 17., 19., 21., 23., 24. Januar 1952                                           |
| Travancore-Cochin            | 10., 11., 13., 14., 17.–22. Dezember 1951; 2.–5. Januar 1952                       |
| C-Staaten                    |                                                                                    |
| Ajmer                        | 12., 15., 19., 22. Januar 1952                                                     |
| Bhopal                       | 11., 13., 15., 17., 20., 24. Januar 1952                                           |
| Bilaspur                     | –                                                                                  |
| Coorg                        | 18., 22. Januar 1952                                                               |
| Delhi                        | 14. Januar 1952                                                                    |
| Himachal Pradesh             | 25., 27., 29., 31. Oktober 1951; 2., 19.–30. November 1951                         |
| Kachchh                      | 11., 13., 15., 17., 19., 25., 27., 29. Januar 1952                                 |
| Manipur                      | 14., 17., 21., 24. Januar 1952                                                     |
| Tripura                      | 11., 14., 17., 21., 28., 30. Januar 1952                                           |
| Vindhya Pradesh              | 11., 16., 21., 25. Januar 1952                                                     |

1. ↑  In einigen Stammesgebieten Assams wurde nicht gewählt (s. o.).
2. ↑  In Bilaspur fand keine Wahl statt (s. o.).

## Ergebnis

Gewonnene Mandate:

Zusammensetzung der neu gewählten Lok Sabha (Farbgebung wie oben). Die ideologische Ausrichtung der unabhängigen Abgeordneten ist nicht sicher auszumachen. Sie sind daher in der Mitte des politischen Spektrums einsortiert. 10 Abgeordnete wurden nicht gewählt, sondern durch den Staatspräsidenten ernannt.
1. Kommunistisch-sozialistische Parteien: 50
2. Kongresspartei: 364
3. Regional- und Interessenparteien, Unabhängige: 65
4. Vom Präsidenten ernannt: 10
5. Hindu-Nationalisten: 10

### Gesamtergebnis
Im Ergebnis zeigte sich ein Wahlsieg der Kongresspartei auf breitester Front. Der Kongress gewann knapp 45 % der abgegebenen Stimmen und wurde damit zur stimmenstärksten Partei mit weitem Abstand vor allen anderen Parteien. Stark begünstigt durch das relative Mehrheitswahlrecht gewann die Kongresspartei damit eine Dreiviertelmehrheit der Mandate. In den meisten Bundesstaaten stellte sie die große Mehrheit der Abgeordneten. Ausnahmen waren nur die Bundesstaaten Madras, Rajasthan, Travancore-Cochin, P.E.P.S.U., Tripura und Bilaspur. Stimmenanteilsmäßig mit 10,6 % an zweiter Stelle folgten die Sozialisten, die jedoch nur 12 der 489 Mandate (2,5 %) gewinnen konnten. 6 der 10 durch die Sozialisten gewonnenen Wahlkreise lagen in Madras. Die Kommunisten schnitten für viele Beobachter überraschend stark ab und gewannen mit 3,3 % der Stimmen 16 Mandate (3,3 %). Sie wurden damit noch vor den Sozialisten zur stärksten Oppositionspartei im Parlament. Die durch die Kommunisten gewonnenen Wahlkreise verteilten sich auf Madras (8 Mandate), Westbengalen (5 Mandate), Tripura (2 Mandate) und Orissa (1 Mandat). Hinzu kamen 7 Abgeordnete der People’s Democratic Front in Hyderabad, die letztlich auch den Kommunisten zugerechnet werden konnten. Die Kisan Mazdoor Praja Party blieb ebenso wie die Sozialisten mit 5,8 % der Stimmen und 9 Mandaten (1,8 %) weit unter ihren Erwartungen. Zusammen gewannen im engeren Sinne sozialistische oder kommunistische Parteien 50 Mandate (10,0 %).
Am anderen Ende des politischen Spektrums gewannen hindunationalistische Parteien 10 Mandate (davon 3 Jana Sangh, 3 Hindu Mahasabha und 4 Ram Rajya Parishad). Die gewonnenen Wahlkreise verteilten sich auf die vier nordindischen Bundesstaaten Rajasthan (4), Westbengalen (3), Madhya Bharat (2) und Uttar Pradesh (1).
Mehrere Regionalparteien waren verhältnismäßig erfolgreich. Dazu zählten Ganatantra Parishad (6 der 20 Wahlkreise von Orissa), die Sikh-Partei Akali Dal (4 Mandate in Punjab und P.E.P.S.U.), die zwei Kasten-basierten Parteien Commonweal Party (3 Mandate), Tamil Nadu Toilers Party (4 Mandate) in Madras, und die Jharkhand Party (3 Mandate), sowie Lok Sewak Sangh (2 Mandate), die in Bihar die die Interessen der Adivasi im südlichen Landesteil bzw. die Interessen der Bengalisch sprechenden Minderheit vertraten.
| Partei                                    | Kürzel | Stimmen     | Stimmen  | Sitze | Sitze   |
| Partei                                    | Kürzel | Zahl        | %        | Zahl  | %       |
| ----------------------------------------- | ------ | ----------- | -------- | ----- | ------- |
| Indischer Nationalkongress                | INC    | 47.665.951  | 44,99 %  | 364   | 76,0 %  |
| Sozialistische Partei                     | SPI    | 11.216.719  | 10,59 %  | 12    | 2,5 %   |
| Kisan Mazdoor Praja Party                 | KMPP   | 6.135.978   | 5,79 %   | 9     | 1,8 %   |
| Communist Party of India                  | CPI    | 3.487.401   | 3,29 %   | 16    | 3,3 %   |
| Bharatiya Jana Sangh                      | BJS    | 3.246.361   | 3,06 %   | 3     | 0,6 %   |
| Scheduled Castes Federation               | SCF    | 2.521.695   | 2,38 %   | 2     | 0,4 %   |
| Ram Rajya Parishad                        | RRP    | 2.091.898   | 1,97 %   | 3     | 0,6 %   |
| Krishikar Lok Party                       | KLP    | 1.489.615   | 1,41 %   | 1     | 0,2 %   |
| People’s Democratic Front                 | PDF    | 1.367.404   | 1,29 %   | 7     | 1,4 %   |
| Shiromani Akali Dal                       | SAD    | 1.047.611   | 0,99 %   | 4     | 0,8 %   |
| Hindu Mahasabha                           | ABHM   | 1.003.034   | 0,95 %   | 4     | 0,8 %   |
| Peasants and Workers Party                | PWP    | 992.187     | 0,94 %   | 2     | 0,4 %   |
| Ganatantra Parishad                       | GP     | 959.749     | 0,91 %   | 6     | 1,2 %   |
| All India Forward Bloc (Marxisten)        | FBL(M) | 963.058     | 0,91 %   | 1     | 0,2 %   |
| Tamil Nadu Toilers Party                  | TNT    | 889.292     | 0,84 %   | 4     | 0,8 %   |
| Jharkhand Party                           | JKP    | 749.702     | 0,71 %   | 3     | 0,6 %   |
| Revolutionary Socialist Party             | RSP    | 468.108     | 0,44 %   | 3     | 0,6 %   |
| Commonweal Party                          | CWL    | 325.398     | 0,31 %   | 3     | 0,6 %   |
| Lok Sewak Sangh                           | LSS    | 309.940     | 0,29 %   | 2     | 0,4 %   |
| Chota Nagpur Santhal Parganas Janta Party | CNSPJP | 236.094     | 0,22 %   | 1     | 0,2 %   |
| Travancore Tamil Nadu Congress Party      | TTC    | 115.893     | 0,11 %   | 1     | 0,2 %   |
| Indian Union Muslim League                | MUL    | 79.470      | 0,08 %   | 1     | 0,2 %   |
| Andere                                    | Sonst. | 1.737.436   | 1,63 %   | 0     | 0,0 %   |
| Unabhängige Kandidaten                    | Unabh. | 16.850.089  | 15,90 %  | 37    | 7,6 %   |
| Gesamt                                    | Gesamt | 105.950.083 | 100,00 % | 489   | 100,0 % |

### Ergebnisse nach Bundesstaaten
| Bundesstaat             | Sitze | Kongress- partei | Sozialistische/ Kommunistische Parteien | Hindu- nationalistische Parteien | Andere                        |
| ----------------------- | ----- | ---------------- | --------------------------------------- | -------------------------------- | ----------------------------- |
| A-Staaten               |       |                  |                                         |                                  |                               |
| Assam                   | 12    | INC 11           | SPI 1                                   |                                  |                               |
| Bihar                   | 55    | INC 45           | SPI 3                                   |                                  | JKP 3 CNSPJP 1 LSS 1 Unabh. 1 |
| Bombay                  | 45    | INC 40           | PWP 1                                   |                                  | SCF 1 Unabh. 3                |
| Madhya Pradesh          | 29    | INC 27           |                                         |                                  | Unabh. 2                      |
| Madras                  | 75    | INC 35           | CPI 8 KMPP 6 SPI 2 AIFB (M) 1           |                                  | TNT 4 CWL 3 MUL 1 Unabh. 15   |
| Orissa                  | 20    | INC 11           | CPI 1 SPI 1                             |                                  | GP 6 Unabh. 1                 |
| Punjab                  | 18    | INC 16           |                                         |                                  | SAD 2                         |
| Uttar Pradesh           | 86    | INC 81           | SPI 2                                   | ABHM 1                           | Unabh. 2                      |
| Westbengalen            | 31    | INC 21           | CPI 5 RSP 2                             | BJS 2 ABHM 1                     |                               |
| B-Staaten               |       |                  |                                         |                                  |                               |
| Hyderabad               | 25    | INC 14           | PDF 7 SPI 1 PWP 1                       |                                  | SCF 1 Unhab. 1                |
| Jammu und Kashmir       | 6     |                  |                                         |                                  |                               |
| Madhya Bharat           | 11    | INC 9            |                                         | ABHM 2                           |                               |
| Mysore                  | 11    | INC 10           | KMPP 1                                  |                                  |                               |
| PEPSU                   | 5     | INC 2            |                                         |                                  | SAD 2 Unabh. 1                |
| Rajasthan               | 20    | INC 9            |                                         | RRP 3 BJS 1                      | KLP 1 Unabh. 6                |
| Saurashtra              | 6     | INC 6            |                                         |                                  |                               |
| Travancore-Cochin       | 12    | INC 6            | RSP 1                                   |                                  | TTC 1 Unabh. 4                |
| C-Staaten               |       |                  |                                         |                                  |                               |
| Ajmer                   | 2     | INC 2            |                                         |                                  |                               |
| Coorg                   | 1     | INC 1            |                                         |                                  |                               |
| Bhopal                  | 2     | INC 2            |                                         |                                  |                               |
| Bilaspur                | 1     |                  |                                         |                                  | Unabh. 1                      |
| Delhi                   | 4     | INC 3 KMPP 1     |                                         |                                  |                               |
| Himachal Pradesh        | 3     | INC 3            |                                         |                                  |                               |
| Kachchh                 | 2     | INC 2            |                                         |                                  |                               |
| Manipur                 | 2     | INC 1            | SPI 1                                   |                                  |                               |
| Tripura                 | 2     |                  | CPI 2                                   |                                  |                               |
| Vindhya Pradesh         | 6     | INC 4            | SPI 1 KMPP 1                            |                                  |                               |
| D-Territorium           |       |                  |                                         |                                  |                               |
| Andamanen und Nikobaren | 1     |                  |                                         |                                  |                               |

## Nach der Wahl
Nach der Wahl zollten internationale Wahlbeobachter den indischen Organisatoren der Wahl ihren Respekt und ihre Anerkennung. Alle Befürchtungen, dass die Wahl zu einem Exzess an Gewalttätigkeiten, sowie angesichts der zu mehr als 80 % analphabetischen und politisch unerfahrenen Wähler zu massiven Unregelmäßigkeiten und Wählermanipulationen führen würde, seien nicht eingetreten. Die Wahlen wurden allgemein als frei und fair beurteilt. Welche Leistung die junge indische Demokratie hier vollbracht hatte, wurde auch im Vergleich mit dem Nachbarstaat Pakistan deutlich, der zeitgleich mit Indien unabhängig geworden war. In Pakistan hielt die Muslimliga eisern die Zügel der politischen Macht in ihren Händen und verweigerte sich der Entwicklung zu einem demokratischen Mehrparteiensystem. Die ersten landesweiten Wahlen fanden in Pakistan erst im Jahr 1969 statt und führten prompt zu einer schweren Staatskrise (dem Bangladesch-Krieg).
Das Wahlergebnis bedeutete einen großen Triumph der Kongresspartei unter Führung Jawaharlal Nehrus. Die Kongresspartei hatte bis zur Unabhängigkeit die unbestrittene Führung in der Unabhängigkeitsbewegung innegehabt. Nach dem Ende der britischen Herrschaft hatten sich jedoch etliche Gruppierungen entweder vom Kongress abgespalten (z. B. die Sozialistische Partei 1947/48, die Peasants and Workers Party of India 1947, die Kisan Mazdoor Praja Party, KMPP, 1951, u. a. m.) oder sich neu formiert (die hindunationalistische Bharatiya Jana Sangh 1951, diverse Interessen- und Kastenparteien). Außerdem hatten sich die Kommunisten deutlich als eigene Partei abgegrenzt. Die meisten Beobachter hatten zwar einen Wahlsieg der Kongresspartei erwartet, jedoch war unklar wie deutlich dieser ausfallen würde. Mit dem Gewinn einer Dreiviertelmehrheit im Parlament fühlte sich Nehru legitimiert, ein Kabinett neu zu bilden (Kabinett Nehru II), das nur aus Parteigängern der Kongresspartei bestand (die vorherige Übergangsregierung war eine Koalition verschiedener Gruppierungen gewesen). Die Oppositionsparteien versuchten, aus der Wahlniederlage Konsequenzen zu ziehen und erkannten als Hauptursache für die Niederlage die Zersplitterung der Opposition. Noch im Wahljahr 1952 vereinigte sich die Sozialistische Partei mit der KMPP zur Praja Socialist Party, der „Volkssozialistischen Partei“. Auch die hindunationalistischen Bharatiya Jana Sangh und Akhil Bharatiya Hindu Mahasabha führten Verhandlungen über eine Vereinigung, die jedoch nicht zustande kam. Die Scheduled Castes Federation formierte sich 1956, in dem Bestreben, eine breitere Wählerbasis zu gewinnen, neu zur Republikanischen Partei Indiens. Weitergehende politische Bündnisse wurden durch die ideologischen Gegensätze verhindert.
Westliche Beobachter zeigten sich vor allem durch das Abschneiden der Kommunisten und der ideologisch verwandten Linkssozialisten beunruhigt. Beispielhaft wurde der republikanische Gouverneur von New York Thomas E. Dewey, mit der Aussage zitiert, dass man „in Asien einer noch größeren Katastrophe (als der chinesischen) entgegen“ gehe – in Anspielung auf die kurz zuvor erfolgte Eroberung des chinesischen Festlands durch die Kommunistische Partei Chinas im Chinesischen Bürgerkrieg 1945–1949. Auch wenn sich die Kommunisten als dauerhafter Faktor der indischen Parteipolitik etablierten, erwiesen sich diese Befürchtungen im historischen Rückblick als unbegründet.